# Radio Caroline

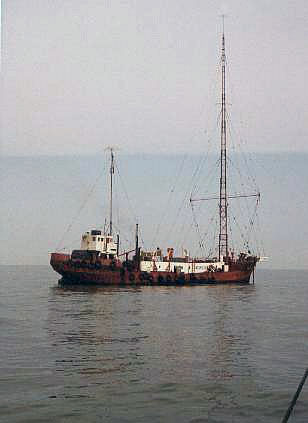
Segundo buque de la Radio Caroline, MV Mi Amigo, ca. 1974.

Radio Caroline es una emisora de radio europea que inició sus transmisiones el domingo santo 28 de marzo de 1964, desde un barco anclado en aguas internacionales cerca de la costa de Felixstowe, Suffolk, Inglaterra.
Sin licencia a lo largo de la mayor parte de su existencia, fue etiquetada como una emisora pirata.
A pesar del gran número de emisoras sin licencia que transmitían desde barcos anclados en aguas internacionales cerca de la costa inglesa, Radio Caroline fue la primera en su estilo que transmitió en inglés durante todo el día. Esto último, unido a la tenacidad de la emisora para sobrevivir por 40 años, han hecho de Radio Caroline un nombre muy conocido en las emisoras de alta mar.
Una versión legal de Radio Caroline en tierra firme continúa transmitiendo por diversos medios, predominantemente vía satélite o internet.

## Línea Cronológica
En Radio Caroline se pueden distinguir cuatro distintos períodos:
1. 1964 - 1968: Desde su fundación, el 28 de marzo de 1964, hasta 1968 cuando sus dos barcos fueron incautados por la compañía naviera.
2. 1972 - 1980: Radio Caroline retorna en 1972 y sobrevive hasta 1980, cuando su barco-emisora se hunde en medio de una tormenta.
3. 1983 - 1991: el segundo retorno de Radio Caroline, usando un nuevo barco desde 1983 hasta 1991 cuando su buque casi naufraga.
4. 1991 hasta el presente: Radio Caroline se muda a tierra firme, operando principalmente como una estación vía satélite.

## 1964 - 1968

### Radio Caroline inicia operaciones
Radio Caroline fue fundada por el empresario musical irlandés Rohan O'Rahilly. La estación Radio Caroline, comenzó sus transmisiones el 28 de marzo de 1964 desde ex-ferry de pasajeros MV Frederica, anclado en aguas internacionales a 3 millas de la costa de Felixstowe, Suffolk, sureste de Inglaterra. La estación tomó su nombre de Caroline Kennedy, hija del Presidente de los Estados Unidos John F. Kennedy: O'Rahilly ha dicho en entrevistas que cuando el voló para Dallas, Texas, a comprar el transmisor de radio para la estación, él estaba leyendo un ejemplar de la revista "Look", la edición contenía un artículo con algunas fotos del presidente con sus dos hijos John Jr. y Caroline, quienes estaban jugando con él en el Salón Oval. A O'Rahilly renombró una foto en la que mostraba a John Jr. gateando a través de las piernas del presidente. O'Rahilly cambió el nombre en su reescritura del artículo de John Jr. a Caroline y así fue como ambos buque y estación obtuvieron sus nombres.
La primera canción que transmitió Radio Caroline fue "Round Midnight" de Jimmy McGriffi (una canción de jazz compuesta por Thelonious Monk que era un LP track de I've Got a Woman, Sue ILP 907 1962 UK; Sue 1012 USA). Durante marzo de 1964, una banda de Birmingham The Fourtunes grabaron la canción "Caroline" en Decca F11809 que más tarde comenzó a ser la canción de la emisora junto con "Round Midnight" que tuvo que ser dejada luego que fue asociada al programa religioso del evangelista estadounidense Garner Ted Armstrong.
Radio Caroline escogió el ancho de banda anunciado como "199" metros, el cual en inglés rima con "Caroline". En realidad la estación estaba en 197.3 metros (1520 kHz) cerca del final de la onda media. La emisora holandesa Radio Verónica estaba en 192 metros (1562 kHz) y Radio Atlanta escogió 201 metros (1485 kHz). El poder de transmisión inicial de Radio Caroline era de casi 20 kW de poder, logrado al unir dos transmisores de 10 kW de Continental Electronics. La transmisión fue inicialmente limitada de 6am a 6pm diariamente bajo el eslogan de "Tu estación de música todo el día", porque Radio Luxembourg iniciaba transmisiones en inglés a las 6pm y la competencia directa estaba prohibida. Luego Radio Caroline decidió retornar al aire a las 8pm y así continuar hasta justo después de la medianoche. De esta manera, evitaba la competencia con los programas más populares de televisión. El uso de la radio camino al trabajo era una práctica poco común y la mayoría de las personas empleaba el transporte público. Por lo que la mayoría de la música pop era dirigida a amas de casa y más tarde en el día a los niños que regresaban a casa desde la escuela. Gracias a la escasez de competencia durante el día en los primeros seis meses de operaciones, Radio Caroline pronto comandó una audiencia de varios millones cuando las emisoras que trasmitieran música pop durante todo el día eran desconocidas en inglés.
Caroline no fue la primera emisora de alta mar, la primera emisora en un barco en alta mar estuvo en el barco casino Rex anclado en California en 1930. Luego existieron estaciones de radio en barcos anclados frente a las costas de Dinamarca y Suecia a finales de los años 50 y principios de los años 60.

### La Creación de Radio Caroline North y South
Otras emisoras establecidas en barcos en alta mar rápidamente siguieron el ejemplo de Radio Caroline y comenzaron a transmitir cerca de la costa británica. Unos meses luego de su lanzamiento, Caroline se fusionó con la nueva competidora Radio Atlanta, y hasta 1968 transmitieron desde dos barcos - el buque original Fredrerica, el cual viajó a la bahía de Ramsey en la Isla de Man para comenzar a ser Radio Caroline North - y el Mv Mi Amigo, el ex-barco de la Radio Atlanta, el cual permanecía anclado cerca de la costa de Essex y tomó el nombre de Radio Caroline South. Conjuntamente, ambos barcos podían cubrir con su señal la mayoría de las Islas del Británicas y gran parte de la parte norte continental europea.
El primer programa hablado de Radio Caroline fue presentado por Chris Moore. Dj's que se convirtieron famosos en Inglaterra y participaron en Radio Caroline fueron: Tony Blackburn, Roger Day, Simon Dee, Tony Prince, Spangles Muldoon, Keith Skues, Johnnie Walker, Robbie Dale, Dave Lee Travis y Andy Archer. También participaron numerosos Dj's de USA y del Commonwealth como Graham Webb, Tom Lodge, Emperor Rosko, Colin Nicol y Norman St John. DJ Jack Spector, de la WMCA "Good Guys" en New York, contribuyó con un show grabado específicamente para Radio Caroline en bases regulares. Programas religiosos pregrabados también fueron transmitidos.

### MvMi Amigoencalla
En enero de 1966, el barco de Radio Caroline South Mv Mi Amigo, desviado por una tormenta, encalló en la playa de Frinton-on-Sea. Las transmisiones habían cesado cuando el buque entró en aguas británicas, y aunque la tripulación fue rescatada ilesa, el barco sufrió daños y tuvo que ser llevado a dique seco para ser reparado. Mientras las reparaciones se llevaban a cabo, Radio Caroline South inició transmisiones desde el buque Mv Cheeta II, propiedad de la emisora de alta mar sueca Radio Syd que permanecía sin emitir debido al fuerte clima del Mar Báltico. Como el Cheeta II estaba equipado para radiodifusión en FM, para que Caroline poder emitir en la banda de OM, se instaló el equipo de 10 kW de Mi Amigo, alimentando una antena improvisada. El resultado fue una señal más débil, pero por lo menos aseguró que los ingresos Radio Caroline South por publicidad no desaparecieran.
Después de la reparación de Mi Amigo, se intentó su retorno para el día 18 de abril, transmitiendo en la banda de 252 metros (pero llamado 259 para rimar con Caroline y poder usar los mismos jingles de Radio Caroline North en 1169 KhZ), con una nueva y rediseñada antena y un nuevo transmisor de 50kW. El incremento de potencia inicialmente fue demasiado para los aislantes de la antena y no fue hasta el 27 de abril cuando Mi Amigo estuvo completamente operativo. El Cheeta II continuó retransmitiendo los programas de Radio Caroline South hasta el 1 de mayo.
El cambio a 259 metros representó que la frecuencia Radio Caroline estaba separada solo lo justo de la altamente popular Wonderful Radio London que transmitía en 266 metros (1133 KhZ), también con 50 kW, a un lado del dial, y el BBC's Light Programme servicio de música y entretenimiento en 247 metros (1214 kHz) en el otro. Esto le dio a Caroline un alto perfil y le ayudó a captar nuevos oyentes provenientes de esas dos frecuencias. Radio Caroline North también cambió sus frecuencias a 257 m (1169 KhZ) pero también llamado 259 m. Caroline continuaría utilizando el "259m" hasta los años 70.
El 3 de mayo de 1966, arribaron dos nuevas estaciones rivales Swinging Radio England y Radio Britain, comenzaron sus test de transmisiones desde el Mv Olga Patricia (posteriormente llamados Laissez Faire). Cada emisora tenía un transmisor de 50 kW a raíz de lo cual el gobierno británico comenzó a tener creciente interés en la posible interferencia en emisoras extranjeras.

### La Muerte de Radio City
En 1966 Radio se embarcó en una "joint venture" con la emisora rival Radio Citiy, la cual transmitía desde una plataforma defensiva británica de la Segunda Guerra Mundial ubicada frente a la costa de Kent, a 9 millas de Margate. Uno de los directores de Radio Caroline, el mayor Oliver Smedley, accedió a comprar un nuevo transmisor para el programa de transmisiones de Caroline desde el fuerte, mientras tanto Reginald Calvert, el propietario de Radio City, continuaría operaciones en nombre de Radio Caroline.
Sin embargo, Radio Caroline se retiró del acuerdo cuando tuvo conocimiento que el gobierno británico se proponía perseguir a quienes ocuparan fuertes militares, los que aún seguían siendo propiedad de la Corona. A pesar de todo, Smedley no recibió ningún pago de Calvert por el uso de los transmisores.
Una invasión sobre el fuerte donde operaba de Radio City fue lanzada por Smedley, y la estación fue puesta fuera de acción. Calvert visitó la casa de Smedley para exigir el desalojo de los invasores y el regreso de al menos las partes vitales del transmisor. El encuentro desembocó en una violenta confrontación en donde Smedley disparó mortalmente sobre el cuerpo de Calvert. Durante el juicio, Smedley fue absuelto de todos los cargos considerando que actuó en legítima defensa.

### Marine Broadcasting Offences Act 1967
El gobierno Británico respondió a la presencia de Radio Caroline y otras estaciones sancionando en 1967 la ley Marine Broadcasting Offences Act la cual penalizó anunciar propagandas o abastecer a una emisora de alta mar desde el Reino Unido. Sin embargo el representante por la Isla de Man Tynwald intentó una acción para excluir el North Ship de la legislación con una apelación a la Corte Europea sobre la legalidad de su aplicación en la Isla de Man. Todas las estaciones de alta mar cercanas a la costa de Inglaterra cerraron, con excepción de Radio Caroline la cual mudó su sitio abastecimiento a Holanda donde las emisoras de alta mar aún no habían sido prohibidas. De hecho, fue la única estación de Reino Unido en hacer eso, sin embargo, la renovación de la publicidad extranjera no llegó, y en menos de un año estación fue forzada a apagar sus transmisores cuando la compañía que ofrecía los barcos a Radio Caroline incautó los buques bajo cargos de atraso en los pagos.
Seis semanas después que la Marine Broadcasting Offences Act fue aprobada, BBC introdujo su estación nacional de música pop BBC1, con un formato muy similar a la exitosa emisora pirata y competidora de Radio Caroline, Radio London. La vieja BBC Light, Third y Home se transformaron en BBC 2,3,4 respectivamente. Y no sería sino hasta 5 años después cuando las primeras estaciones comerciales en tierra firme aparecerían en el Reino Unido.

## 1967 - 1980

### Radio Caroline International
Encima que la Marine Broadcasting Offences Act se convirtió en una ley existente, Radio Caroline se rebautizó a sí misma como Radio Caroline Internacional.
Los dos barcos-estaciones originales finalmente se quedaron sin dinero en los primeros meses de 1968 y una compañía salvage los remolco por inpago de sus cuentas. Desde esa vez nadie más oyó hablar de Radio Caroline hasta que una nueva y poderosa estación de alta mar, ubicada en un barco llamado Mv Mebo II anclado fuera de las aguas del sureste de Inglaterra en un tiempo de elecciones generales en el Reino Unido, comenzó a transmitir con el nombre de Radio Northsea International o RNI.
RNI fue objeto de interferencia por el gobierno laborista del Reino Unido y está respondió haciendo campaña política a favor del Partido Conservador en las elecciones generales del Reino Unido de 1970. En ese momento Radio Northsea International inesperadamente cambió su nombre para Radio Caroline International, a través de un acuerdo con los antiguos dueños de la emisora, y así inició una presión para la introducción de licencias para emisora comerciales en el Reino Unido. Después de las elecciones Radio Caroline International regreso a su antiguo nombre RNI, pero las interferencias continuaron bajo el nuevo gobierno conservador.

### Caroline Television
Hubo muchas noticias en Europa reseñando el inicio de transmisiones de la nueva Caroline TV desde dos aeronaves utilizando la tecnología Stratovision. Un avión volaría en círculo cerca del Mar del Norte en espacio aéreo internacional cerca a la línea costera de Reino Unido mientras el otro avión aguardaba para reemplazarlo en sus obligaciones. Estas historias continuaron por algún tiempo e incluían detalles de la cooperación de un miembro de los Beatles e inclusive un día de lanzamiento de transmisiones fue dado, nada más se acercaba la fecha del lanzamiento aparecían nuevas noticias anunciando otra fecha. Se ha sugerido que las noticias sobre este evento fueron una táctica para mantener el nombre de Radio Caroline en las noticias, pero la tecnología detrás de la historia era válida y cierta según Westinghouse (empresa que inventó Stratovision).

### Radio Caroline Regresa
Caroline hizo su regreso en 1972, está vez desde el más pequeño de los dos barcos, Mv Mi Amigo anclado fuera de las aguas de Holanda cerca de resort Scheveningen pero servido y operado desde Holanda. El barco había retornado transmitiendo como Radio 199, pero pronto tomó el nombre de Radio Caroline cuando tuvo en su plantilla a los mejores al Top 40 de Dj's que incluía a Chris Carey (quien fue también el mánager de la estación), Roger 'Twiggy' Day, Andy Archer, Paul Alexander, Steve England, Johnny Jason, and Peter Chicago. El barco llevó al aire los programas de Radio Caroline por muy corto tiempo y durante una temporada en el verano de 1973 transmitió dos emiones distintas en inglés y holandés simultáneamente.
O'Rahilly decidió que Caroline debía adoptar un álbum de formato similar al de las FM progressive rock encontrado en USA. Como este mercado de la radio estaba desatendido en Europa, este servicio inició transmisiones con el nombre de Radio Segull.

### Radio Atlantis y Radio Seagull
Radio Caroline no pudo encontrar suficientes ingresos por publicidad, entonces la emisora compartió sus 259 metros de frecuencia (realmente 1187 kHz, correspondiente a la banda de 253 metros) con emisoras en idioma neerlandés. La primera de ellas fue una emisora belga llamada Radio Atlantis, que usó la frecuencia durante el día para transmitir programas de radio pregrabados. Radio Seagull transmitía durante la noche programas en vivo desde el barco.

### Radio Mi Amigo
Una vez que había finalizado el contrato con Radio Caroline, Radio Atlantis se mudó para su propio barco, MV Janiene. La programación diurna era realizada por otra estación belga, Radio Mi Amigo fue oficialmente puesta al aire el 1 de enero de 1974 y en contraste con Radio Caroline durante los años setenta fue exitosa en términos comerciales, teniendo una gran cantidad de radio escuchas en Holanda, Bélgica y sorprendentemente en el Reino Unido. 
Radio Seagull cambió su nombre para Radio Caroline, de esta manera Radio Caroline por sí misma solo pudo ser oída durante gran parte de los años setenta durante las noches.
Radio Mi Amigo era dirigida por el hombre de negocios belga Sylvain Tack y sus oficinas estaban ubicadas en Playa De Aro en España, desde donde se producían programas musicales para los vacacionistas. La mayoría de los programas de Radio Mi Amigo eran pregrabados y retransmitidos desde el barco de Caroline y eran principalmente de formato Top 40 junto con música local pop holandesa presentado por Dj's holandeses, belgas y ocasionalmente ingleses. 
La publicidad para estaciones de radio en tierra para esa época estaba prohibida en Bélgica, de tal manera, que Radio Mi Amigo tuvo poca competencia y gozó de amplia popularidad en Bélgica y Holanda, esto explica que durante los primeros cinco años la emisora tuviera una gran demanda de espacios de propaganda. Después del cierre de Radio Verónica, muchos de sus presentadores y shows fueron absorbidos por Radio Mi Amigo.

### Loving Awareness (Amantes del Conocimiento)
Caroline escogió un formato de canciones de álbumes pesados en vez del formato Top 40 por lo que la estación se concentró en un pequeño segmento del mercado. Caroline también promovió el nuevo concepto ideado por 0'Rahilly de Loving Awareness (Amantes del Conocimiento), un concepto inspirado en la filosofía oriental de paz y amor. Algunos de los Dj's estaban apenados de promover amor y paz al aire, pero algunos de ellos estaban fascinados con el reto de promocionar un concepto abstracto en la misma manera promocionan una marca de detergentes. Al menos un disc jockey fue entusiasta con el concepto, Tony Allan desarrollo una cultura amplia entre radioescuchas y seguidores de Loving Awareness atraídos por su estilo profesional, profundo conocimiento musical y su rica voz. Allan murió en el 2004, a la edad de 56 años de un cáncer y el culto en torno a él ha seguido creciendo. The Loving Awareness Cd fue relanzado por en el 2006 por SMC (una Fundación para los Medios de Comunicación en Holanda).
O'Rahilly creó una banda llamada The Loving Awareness Band que grabó un disco llamado "Loving Awareness" en Morelove Records. Fue y sigue siendo una gran promoción de la radio y fue relanzado en el 2006 por la Organización Caroline con una réplica de la carátula original. 
Caroline constantemente transmitía música de Loving Awareness junto con el rock progresivo de bandas como Pink Floyd, Emerson, Lake & Palmer, Led Zeppelin, Crosby, Stills, Nash & Young o Hawkwind, dándole un estilo un poco inusual y distintivo.
Durante ese tiempo, la canción de la emisora cambió a "On My Way Back Home" de New Riders of the Purple Sage, que estaba en el disco Gypsy Cowboy, álbum que incluye palabras como "Flying to the sun, sweet Caroline" (Volando hacia el sol, dulce Carolina).

### La Última de los Piratas
El libro "The Last of Pirates" escrito por el ingeniero y ocasional Dj Bob Noakes (Edinburgh, Paul Harris Publishing, 1984, ISBN 0-86228-092-3), describe el período como de una pobreza, equipos improvisados, desorganización y severos choques de personalidad entre los Dj's y las oficinas de personal.
De acuerdo con Noakes y Tony Blackburn, algunos de los equipos fueron adquiridos a crédito y nunca fueron pagados, los barcos que abastencían las estaciones tenían que cambiar constantemente los puertos para evitar los asaltos. Noakes señala que alguna de las mejores promociones de Loving Awareness fueron hechas cuando los DJs tenían las peores discusiones.
Noakes luchó por mantener la estación al aire a pesar de las pobres condiciones del equipamiento, describiendo los difíciles días bajo el terrible clima, asistido en su mayoría por angloparlantes pero nunca por holandeses, quienes aparentemente consideraban el trabajo de mantenimiento bajo para ellos. Cuando finalmente la estación estaba operativa y podía salir al aire muchos de los DJs estaban bajo los efectos de la marihuana.
Finalmente en 1974 algunos del personal planearon una copa, la cual incluiría bajar del barco, navegando hasta las costas de Bélgica próximo al barco de Radio Atlantis el Mv Janiene y continuar transmitiendo los programas normales de Radio Caroline y Radio Mi Amigo de tal manera que nadie notaría que estaba realmente sucediendo. Noakes y sus conspiradores seguidores planearon sacar adelante una transmisión simultánea diurna en 389 metros (773 KhZ) transmitiendo en un programa Top 40 el cual atraería mayor publicidad, mientras reteniendo Caroline con álbum rock formato en 259 durante el horario nocturno.
Sin embargo, el plan fue descubierto, Noakes fue despedido y tomó un trabajo en RNI, señalando que las puñaladas por la espalda y la desorganización en Caroline continuaron.

### Dutch Marine Broadcasting Act
En 1974 el gobierno holandés sancionó una ley que prohibía las radios piratas y entraría en vigor a partir del 1 de septiembre. Sin embargo, Caroline continuó sus transmisiones moviendo su sede central y servicio de operaciones a España y su barco descerca de la costa holandesa hacía una posición en el Canal de Knock Deep aproximadamente a 30 kilómetros de la costa británica. El 1 de septiembre, una pequeña lancha a motor entró en problemas en el mar embravecido y se dirigió hacia Mi Amigo esperando hasta que ayuda llegara. Radio Caroline transmitió una señal de ayuda, dando la posición del barco en 51° 41′ N, 1° 35′ E, un buque guardacosta escoltó al bote hacía la costa pero las autoridades estaban descontentas porque los seguidores de Radio Caroline habían interferido en la central de emergencias. 
Después del 31 de agosto, programas pregrabados fueron enviados a Mi Amigo en casetes que eran mucho más pequeños que carretes de casetes por lo que la calidad del sonido fue inferior.
Se señaló que la estación estaba siendo abastecida desde España, en la práctica Mi Amigo estaba siendo abastecido desde puertos británicos, franceses, belgas y holandeses. Abastecedores y propietarios de pequeños botes fueron advertidos y en algunos casos perseguidos por transportar provisiones y miembros del personal hacia el barco. Bélgica había prohibido las emisoras de alta mar en 1962 y sus autoridades tomaron acción para perseguir a los que promocionaban sus productos en estas emisoras. Esto causó en recorte en las ganancias de la emisora. Además de esto, algunas cortes de Bélgica sentenciaron a los propietarios y algunos DJs a la cárcel en régimen de ausencia.

### Cambios de Longitud de Onda
Las dos estaciones experimentaron con varias frecuencias de transmisión. Después de un corto test en 773 kHz a finales de 1975, en mayo de 1976 Radio Caroline dijo que iniciaría un servicio diurno en 1562 kHz (192 metros y la frecuencia de la antigua Radio Verónica) usando uno de los transmisores de 10 kW, mientras que su servicio nocturno continuó al compartir el transmisor de 50 kW con el servicio diurno de Radio Mi Amigo programado en 1187 kHz (253 metros, anunciado como 259).
En diciembre de ese año, Radio Mi Amigo se mudó a 1562 kHz con 50 kW de potencia, dejando a Caroline en 1187 kHz durante las 24 horas del día con 10 kW. La reducción de potencia causó que Caroline experimentara grandes interferencias durante la noche y con la intención de mejorar la señal se decidió movilizar a Caroline hacia una nueva frecuencia. El 3 de marzo de 1977, Caroline cerró transmisiones anunciando que regresaría al aire en seis días en la nueva longitud de onda de 319 metros, para permitir a Radio Mi Amigo seguir transmitiendo durante el día los ingenieros hicieron lo necesario para que el movimiento de Caroline que había anunciado se llevara a cabo de acuerdo a los seis días que se había anunciado.
Caroline retorno al aire el 9 de marzo en la frecuencia de 953 kHz (realmente 315 metros pero llamada 319 metros). Esta frecuencia produjo una muy fuerte interferencia heterodina porque el cristal de transmisión estaba fuera de frecuencia, y Caroline tuvo que moverse a un canal adyacente, 962 kHz (312 metros pero aún anunciado como 319 metros). Este era un canal relativamente libre que había sido usado previamente por Radio Atlantis, de esta manera la recepción de Caroline en Inglaterra mejoró considerablemente.
Mientras tanto, Radio Mi Amigo experimentó algunas interferencias en 1562 kHz (como Verónica también las tuvo) y anunció otro cambio de frecuencias. El servicio de 1562 kHz cerró el 23 de julio de 1977 y Mi Amigo reabrió en 1412 kHz (212 metros) dos días después. Este canal produjo fuertes interferencias en la banda ciudadana.
Finalmente se decidió mover a Mi Amigo a los 962 kHz (La misma frecuencia que Caroline) el 1 de diciembre. Algunos problemas en la generación de electricidad impidieron poder servir a dos radiodifusoras al mismo tiempo, de tal manera que Radio Caroline nuevamente fue relegada al servicio nocturno. Este cambio significó que ambas emisoras estarían una vez más compartiendo el transmisor de 50 kW que hizo que Caroline recibiera cartas de toda Europa. A veces el transmisor de 10 kW fue usado para ahorrar combustible, ya que el generador seguía causando problemas de vez en cuando. El transmisor de 10 kW podía funcionar con el generador Henshaw que estaba disponible detrás de las dos unidades Man principales y el Cummings que estaba posicionado en la cubierta de popa.
Para el disgusto de los seguidores, Caroline había comenzado a transmitir publicidad evangélica para incrementar sus ganancias. Ese tipo de programas había sido el elemento básico de las primeras emisoras piratas en los años sesenta, pero Caroline estuvo transmitiendo tanto como tres horas de ellos cada noche después que Radio Mi Amigo cerraba, colocando la música que marcaba el inicio de la programación a las 9 p. m..
El 20 de octubre de 1978 una combinación de problemas técnicos y financieros colocaron a Mi Amigo fuera del aire. Molestos por la pérdida de los ingresos por publicidad, Radio Mi Amigo cesó su contrato con Caroline en noviembre y se llevó sus equipos a su propio barco. Caroline finalmente retornó al aire el 15 de abril de 1979 transmitiendo en holandés e inglés bajo su propio nombre durante el día. Radio Mi Amigo comenzó a trasmitir desde el MV Magdalena a finales del año pero tuvo un corto período de vida.

### Mi Amigo se Hunde
A finales de los años setenta, las condiciones del MV Mi Amigo se habían deteriorado, el barco ahora tenía cerca de 60 años y habían sido utilizados por estaciones en alta mar cerca de 20 años, desde su uso original por la emisora sueca Radio Nord en 1961. El barco había encallado muchas veces en los bancos de arena del Mar del Norte.
Un encallamiento particularmente serio ocurrió en septiembre de 1976 cuando el barco perdió su ancla, los estudios estaban inundados, los cables de alimentación de la antena se rompió y el casco tenía una grieta por debajo de la línea del agua. En aquella ocasión la tripulación se las había arreglado para parchar el casco y mantener flotando la nave hasta que los abastecedores llegaran con un equipo de soldar (y de acuerdo con algunos reportes, robados) un ancla. Seis días después del encallamiento, la estación estaba de vuelta y nada había sucedido, pero no sería por mucho tiempo después del incidente.
A principio de 1972 serias dudas habían sido oídas acerca la fuerza del barco, pero a finales de los setenta alguno de las tripulaciones de los botes que visitaban a Mi Amigo describían al barco como una trampa de la muerte flotante, sumamente oxidado.  
Finalmente, justo después de la media noche del tiempo inglés del 20 de marzo de 1980, Mi Amigo perdió su ancla y estuvo a la deriva durante varias millas y comenzó a hacer aguas. La tripulación se refugió en el bote salvavidas, el generador había sido desconectado dejando sin poder a las bombas, por eso no pudieron controlar la entrada del agua y Mi Amigo se hundió en diez minutos después que dejaron el barco los cuatro hombres de la tripulación, tres británicos y un neerlandés, y su loro. Las últimas palabras desde Mi Amigo las dijo Stevie Gordon y Tom Anderson y dijeron:
"No es una buena ocasión en realidad, tenemos que apurarnos porque la vida del bote está esperando. Nosotros no estamos abandonando o desapareciendo, estamos yendo hacía un bote salvavidas esperando que las bombas puedan hacer su trabajo, nosotros volveremos, si no, bien, nosotros en realidad no queremos decirlo, estamos seguros que volveremos. Por el momento de parte de todos nosotros, Dios los bendiga.
El mástil de Mi Amigo de 160 pies permaneció erecto, apuntando hacía al cielo por más de 6 años de tal manera que muchos fanes lo señalaron como una señal de desafío.

## 1983 - 1990
En 1983 reapareció por tercera vez Radio Caroline, con un nuevo grupo de dueños y O'Rahilly al frente de ellos. Esta vez con el más grande y fuerte barco que haya tenido, el MV Ross Revenge, un antiguo buque pesquero de arrastre del Mar del Norte. El nombre de Revenge (Venganza) no fue considerado enteramente apropiado para la estación según los devotos de Loving Awareness, por lo que se intentó cambiar su nombre por Imagine por la canción de John Lennon. Sin embargo, por razones legales y financieras, el cambio nunca pudo ser hecho. La antena de la estación de 90 metros de altura fue uno de los mástiles más altos en el mundo y superaba en casi 100 pies el mástil de Mi Amigo. Oficialmente Caroline era operada desde unas oficinas en Estados Unidos y la mayoría de su publicidad eran de productos estadounidenses o canadienses. En la práctica la programación del día era elaborada desde la clandestinidad en Reino Unido o Francia.
O'Rahilly quería una estación al estilo antiguo. Este deseo entró en oposición con algunos de los Dj's y la tripulación que había servido en Mi Amigo. Caroline retorno con el antiguo formato álbum como en el antiguo barco.
El Mv Ross Revenge era considerablemente más grande que el antiguo buque y había sido equipado con transmisores más elaborados. En 1983 2 transmisores de 5 kW RCA estaban disponibles junto el transmisor RCA de 50 kW. Uno de ellos fue considera inicialmente como inservible. Cuando Radio Monique alquiló el transmisor principal, suficientes piezas de repuesto fueron tomadas de un cuatro transmisor que había sido traído a bordo desde Irlanda, para reconstruir el tercer transmisor y hacerlo trabajar con 10 kW de potencia (El transmisor de 5 kW de RCA y los de 10 kW eran similares en muchas cosas). El restante transmisor de 5 kW fue después convertido en un transmisor de onda corta.
La disponibilidad de cuatro estudios permitió que luego de un período inicial de transmisiones solo de Radio Caroline, se pudieran transmitir otros servicios. Durante los años setenta la emisora probó y transmitió en varias frecuencias entre ellas 963; 576, 585, 558 (después que Laser 558 cerró) y después en 819 kHz (Porque los canales de onda media en Europa habían sido relocalizados en múltiplos de 9. Además de las frecuencias principales de 576 y 559, por las noches en 963 transmitían música alternativa, incluyendo "Jamming 963" un programa orientado hacia el reggae y desde 1986 hasta 1987 un programa separado llamado Caroline Overdrive.

### Radio Monique
Una vez de nuevo, Caroline tuvo un programa en holandés. Desde diciembre de 1984 el MV Ross Revenge transmitió programas pregrabados y en vivo de una empresa holandesa productora de música bajo el nombre de Radio Monique, usando el transmisor de 50 kW. 
Además de esto, Radio Caroline transmitía programas pagados de varios evangelistas holandeses y norteamericanos como Johann Maasbach y Roy Masters. Esos programas eran transmitidos en onda media (y más tarde en onda corta) bajo el nombre de "ViewPoint 963/819" (o "World Mission Radio" en el caso del servicio de onda corta)
En 1985 con el arribo de una nueva estación, Laser 558. El Gobierno Británico lanzó un programa de vigilancia de varios meses, anclando un barco con oficiales del Departamento de Comercio e Industria. La acción estaba dirigida principalmente a Laser 558 pero Caroline se vio afectada por esta acción. Buques y personas que intentaran abastecer a las emisoras serían apresados y sometidos a juicio.
En noviembre de 1985, la estación Laser 558 perdió su ancla durante una tormenta, Laser transmitió una señal de emergencia la cual recibió el Departamento de Comercio e Industria, entonces escoltó al barco hasta un puerto donde fue incautado. Con Laser fuera del aire, Caroline mudó la frecuencia de 576 a 558 MHz, con un formato de Top 40 similar a Laser 558 bajo el nombre de Caroline 558. Posteriormente cuando Laser regresó como Laser Hot Hits, fue forzada a usar la antigua frecuencia de Caroline, 576 MHz.

### El Colapso del Mástil
En 1987 el Gobierno Británico aprobó la Territorial Sea Act la cual extendía los límites marítimos del Reino Unido de 3 a 12 millas náuticas. Para mantenerse en aguas internacionales las estaciones de alta mar tenían que mudar su posición que sería menos protegida y más cercanas a las grandes líneas de navegación. Inicialmente eso fue tomado como un inconveniente menor para los 300 de barco (el más grande jamás usado por una emisora de alta mar), sin embargo, en octubre una gran tormenta golpeó sureste de Inglaterra causando gran desastre y pérdida de vidas, el Ross Revenge no podía buscar refugio en la aguas territoriales, fue forzado a enfrentar la tormenta en el Mar del Norte. Sin notarlo, la tormenta había debilitado su mástil que colapsó con otra tormenta unas semanas después. Caroline rápidamente regresó con sus ondas radiales, inicialmente con una antena aérea improvisada con menor señal (como consecuencia, menor audiencia), por varias semanas un solo transmisor pudo ser empleado, perdiendo así gran cantidad de los importante ingresos generados por Radio Monique aunque un servicio sustituto fue Radio 558 (Radio 819) cuando se estableció.

### 1989 El Asalto Anglo-Holandés
En tierra, el gobierno de Thatcher afiló en 1967 una ley en contra de las emisoras de alta mar, permitiendo abordar y silenciar cualquier emisora de alta mar inclusive en aguas internacionales siempre y cuando estuvieren inmiscuidos ciudadanos Ingleses. El 19 de agosto de 1989, James Murphy, un fiscal público actuando en nombre del Departamento de Comercio e Industria, y liderado conjuntamente con el ente regulador de la radio de Holanda, fomentó una invasión al Ross Revenge para decomisar los equipos de transmisión. Se señaló que Radio Caroline utilizaba la frecuencia de 6215 MHz para transmitir programas religiosos prepagados que causaban interferencia en las comunicaciones marítimas internacionales (a pesar de que las transmisiones en onda corta habían sido cortadas un día antes del asalto). La estación se quejó porque no querían dejar de ganar el dinero proveniente de la publicidad aunque las interferencias en la onda si existían, varias veces Radio Caroline fue advertida de dichas interferencias por sus seguidores.
Parte del asalto fue transmitido en vivo antes de que los oficiales del gobierno finalmente cortaran la transmisión. El personal holandés fue arrestado y deportado a Holanda, junto con la mayoría del equipo que había sido utilizado para transmitir en holandés. Aunque el personal británico no fue arrestado y dejado en el barco, definitivamente Radio Caroline no tenía posibilidad de transmitir.
La legalidad del asalto está aún en disputa entre la Organización Caroline y las autoridades. Caroline alega que el abordaje del barco así como la destrucción de los equipos fue un acto de piratería en aguas internacionales, lo cual es prohibido en todas las convenciones internacionales del derecho del mar. Las autoridades holandesa, por el contrario, alegan que la bandera panameña del barco estaba caduca desde 1987, por lo que no estaba bajo protección legal de país alguno durante el abordaje y sus transmisiones fueron un incumplimiento de las regulaciones internacionales de la radio que desde 1982 habían prohibido las transmisiones de radio comerciales fuera de las aguas territoriales de un país.

### 1990 - 1991 Después del Asalto
Seis semanas después de la incursión policial, el 1 de octubre de 1989, Radio Caroline reinició transmisiones desde el Ross Revenge. Inicialmente con una antena improvisada y un equipo de muy baja potencia, el retorno de Caroline era visto como necesario por parte de su personal como un desafío dirigido a los invasores. Una de las personas más fieles a Radio Caroline de todos los tiempos, el ingeniero Peter Chicago, había escondido durante el abordaje varias piezas. En seis semanas él se las arregló para poner en buen funcionamiento y restaurar el transmisor de 5 kW previamente usado en 558 MHz y onda corta.
En los siguientes meses la señal de Caroline mejoró con la donación de un transmisor de válvulas e inclusive la programación volvió a la normalidad. Un nuevo reto surgió en junio de 1990, cuando Spectrum Radio, una emisora de comunidades multi étnicas surgió en Londres inició transmisiones en 558 MHz, la misma frecuencia que Caroline. Eso fue visto por los seguidores de Caroline como un intento de las autoridades británicas para causar interferencia en Caroline.
Ambas estaciones se causaban interferencia mutuamente. Durante las transmisiones de Caroline regularmente se pedían disculpas a Spectrum y sus escuchas renunciaban a la idea de cambiar de canal. Spectrum se dirigió ante las autoridades reguladoras de la radio la cual permitió usar otra frecuencia a Spectrum 990 MHz. Finalmente, Caroline abandonó la frecuencia de 558 MHz y se mudó definitivamente a 819 MHz.
Esta situación continuó hasta el 5 de noviembre de 1990, cuando la escasez de combustible y abastecimiento puso fuera del aire a la estación. La mayoría de los integrantes del personal dejó la estación, solo un esqueleto de su personal continuó a bordo de la nave durante un año como celadores, la mayoría del equipo que había quedado fue llevado a tierra firme.
En noviembre de 1991, una tormenta rompió el ancla de barco y envió al barco directo a Goodwin Sands, un cementerio notorio de barcos en el Canal Inglés, la tripulación fue rescatada por un helicóptero de la RAF. El Ross Revenge fue rescatado posteriormente y llevado al puerto de Dover.

## 1991 en adelante: Caroline en tierra firme
La emisora Radio Caroline está en tierra firme y legalmente construida de Maidstone, Kent. Comenzó a transmitir vía los satélites Astra de 19 y 29 grados este, cubriendo el Oeste de Europa, primero con una señal análoga, y después con un servicio digital. Las transmisiones de Astra cesaron en el noviembre de 2002. La estación también ha tenido severas Restricciones del Servicio de Licencias, y ahora transmite vía internet audio streaming, Sky Digital y Freesat (vía el 28vo Satélite Astra), y WorldSpace.
En el 2007, se sucedieron numerosos hechos, entre ellos Ross Revange estaba en el puerto de Tilbury y está siendo reparado por voluntarios. El barco sigue funcionando como estudios desde donde ocasionalmente han trasmitido Radio Caroline y BBC Essex.

### Caroline vía Satélite
En el siglo 21 Radio Caroline transmite principalmente vía satélite como en los noventa, y se mantiene principalmente de las donaciones hechas por el Caroline Support Group. La estación ahora emplea estudios ubicados en tierra firme en Maidstone, Kent.
Un sitio web con audio stream también están disponibles. Caroline comenzó a transmitir a través del satélite Astra a 19 grados al este, cubriendo completamente el Oeste de Europa. Caroline inicialmente transmitió los domingos por la tarde a través de la estación satélite European Klassik Rock (EKR). Luego de la clausura de EKR, Caroline tomó el canal de EKR primero con una señal análoga y luego con una digital. Locutores de alta mar que continúan transmitiendo en Caroline son Johnny Lewis, Martin Fisher, Bob Lawrence, Tom Lodge, y Roger Mathews. Los sábados, un servicio en alemán e inglés es transmitido por la mañana durante dos horas, bajo el nombre de German Caroline. Programas evangélicos también son transmitidos, junto con presentaciones de especialistas en música. Sin embargo, Los satélites Astra usados para radiodifusión, Astra 1 a 19.2E son uno raramente usados por programación británica. Eso puso en desventaja a Radio Caroline frente a las audiencias más atractivas de Inglaterra. La mayoría de las antenas parabólicas de Inglaterra están apuntadas a Astra 2 a 28.2E el cual es usado por la programación de la BBC y el servicio de Sky Digital. Los niveles de radioescuchas en Europa Continental son pocos y los servicios además fueron descontinuados a principios del 2003 cuando la estación se mudó a un canal en Eurobird 1 satélite en 28.5E, que permite a la estación ser recibida en la mayoría de la audiencia de satélite en Reino Unido con el equipamiento existente para la época. 
En el 2002 tomó un canal con WorldSpace, el sistema de radio por satélite. Este es un sistema de suscripción que transmite solo sistemas de radio y cubre una tercera parte del mundo desde Sudáfrica, pasando por la India y el Norte de Europa. Un receptor especial de WorldSpace es necesario para recibir las estaciones de WorldSpace junto con una suscripción anual para decodificar las señales de radio. Por estas razones el servicio goza de poca popularidad. Pero da vida más allá de las de la huella de las emisoras ofrecidas por Sky Digital y la oportunidad de oír Radio Caroline. En 2007 WorldSpace indicó que su servicio no estaría más al aire y que se concentrarían en un nuevo sistema híbrido de señal. 
En Verano de 2004, Radio Caroline celebró un acuerdo con la emisora italiana RTL 102.5 para Radio Caroline transmitir como parte del sistema nacional italiano de DAB (Digital Audio Broadcast). Eso significa que Radio Caroline puede ser ahora oída en Roma, Bologna, Turín, Milán, Florencia y Nápoles. La programación es una mezcla de programas producidos en Reino Unido y producción local.
Caroline también puede ser oída en el canal 927 de NTL Cable Tv en Dublín, Galway y Wateford. Caroline finalmente compró un espacio EPG en Sky Digital en el canal 0199 en verano de 2006.

### La Transmisión RSL
Debido al casi naufragio del Ross Revenge y su traslado a la costa sureste de Inglaterra en 1990, el barco ha sido mantenido por un grupo de entusiastas de la Caroline Support Group. La estación como tal estuvo fuera del aire durante la mayoría de los años noventa, con la excepción de una transmisión de baja potencia que se hizo durante un mes. Un número de esos 28 días de licencia (Restricted Service Lincensed) tomaron lugar en el Ross Revenge durante los noventa, con el banco anclado cerca de Clacton en el Canary Warf de London muy cerca de la Isla de Sheppey en Kent. Mientras tanto O'Rahilly dijo que había solicitado a Estados extranjeros la colaboración para obtener una licencia legal nuevamente para transmitir desde el Ross Revenge. El más exitoso y reportado RSL fue desde el 7 de agosto hasta el 3 de septiembre de 2004, desde el barco amarrado al terminal de cruceros de Tilbury en Essex. En esa ocasión la frecuencia de onda media autorizada fue 235 metros (1278 metros) y un enlace ISDN estaba disponible para los programas creados hacia los estudios en tierra firme para ser transmitidos simultáneamente por audio stream y por vía satélite.

### Caroline Holandesa y South Caroline
En enero de 2002, Sietse Brouwer, un Dj de Caroline en los años ochenta lanzó una versión Holandesa de Radio Caroline operada desde Harlingen y trasmitida por los sistemas de cable con una cobertura en el norte de Holanda. La operación fue realizada al margen de la Radio Caroline de Reino Unido. Hubo un intento para obtener una autorización legal de las autoridades holandesas para la banda de AM en el 2003 cuando las frecuencias de AM en Holanda fueron redistribuidas. Sin embargo, el intento de Radio Caroline falló y los servicios de transmisión por cable fueron suspendidos por la falta de fondos. Durante y desde ese tiempo, la estación solo ha transmitido por internet a través de la tecnología de audio stream usando el resucitado nombre de Radio Seagull presentando una programación de rock prograsivo basado en el formato original de Radio Seagul cuando transmitía desde Mv Mi Amigo en los primeros años de los setenta. 
Caroline también tiene a ahora una emisora similar en francés e italiano que transmite para la Riviera. Presentada con el nombre de Caroline South ofrece sus servicios durante los fines de semana por la noche que son transmitidos por Radio Caroline y por varias de las emisoras de FM de la Riviera, los veteranos Dj's de Caroline Grant Benson y Tom Anderson son algunos de sus presentadores.

## 2007 discusión de la propiedad del nombre Radio Caroline
Hasta hoy en día son tres las páginas web que reclaman el nombre de Radio Caroline.

### http://www.radiocaroline.co.uk
Este sitio web de una emisora tierra firme transmite música vía satélite, internet y retransmisiones en otras emisoras. Personalidades de los días de alta mar esta incluidos en este proyecto. El propietario, Peter Moore, es quien tiene el registro de las marcas de Radio Caroline para Reino Unido.

### http://www.radio-caroline.euArchivadoel 25 de febrero de 2008 enWayback Machine.
Aparentemente situada en Francia actualmente no transmite nada en ningún sentido. Señala tener el visto bueno de O'Rahilly e implica que Peter Chicago (un antiguo ingeniero de la época de alta mar) está envuelto en el proyecto.

### http://www.carolineinternational.com
Operada a través de internet emite música vía audio stream sin presentaciones ni Dj's. Posee un enlace hacia un blog donde Peter Moore ha protestado. No hay ninguna indicación de Radio Caroline original. La página tenía un anunció que indicaba, que las trasmisiones serían relanzadas en Semana Santa de 2008 por los distintos métodos de distribución de señal.
El 14 de julio de 2007, el sitio fue cerrado y en su lugar apareció una web de ventas de nombre de dominios. Y para marzo de 2008 la página web había sido relanzada y redirige a la web llamada http://www.radio-caroline.com y un enlace http://www.planetcaroline.com con evidentes referencias a la filosofía de loving awareness.

### http://www.radio-caroline.com
En enero de 2008 se anunció a sí misma como Radio Caroline España, compartiendo el tiempo al aire con Radio Seagull en 1602 AM. También se anuncia su transmisión a través de la emisora de FM 105 de Tenerife.
On http://radiocaroline.co.uk/#home.html and then click on 648 Launch there is now stated this: Radio Caroline AM service to open Weather and technology permitting, our programmes on 648Khz will commence originating from the Ross Revenge at 7.00AM on Friday 22nd December.